# 乌兰布和分洪区
黄河内蒙古防凌应急乌兰布和分洪区，位于内蒙古巴彦淖尔市磴口县粮台乡的乌兰布和沙漠，用于黄河内蒙古段的春季防凌与汛期防洪。设计防洪100年一遇洪水。分洪区东西方向长28.2km，南北方向长8.5km，面积230km2，分洪蓄水能力1.17亿立方米。引洪渠长4公里、分洪区围堤长20.57公里。引洪口设在三盛公水利枢纽拦河闸上游19.4km的“二十里柳子”，闸宽77.0m，设计引水流量273m3/s，凌汛水位1055.42m。工程总投资10762万元。每年通常3月15日至3月25日防凌分洪，退水6052m3，占分洪量的51.7%。

## 历史
2009年11月内蒙古自治区发改委批复《关于黄河内蒙古防凌应急分洪工程乌兰布和沙漠分洪区可行性研究报告》。 2009年7月开工建设。2012年3月具备分洪条件，形成40万亩的湖泊湿地和60万亩林草地。33km环湖三级公路通车。被当地政府命名为“奈伦湖”。